# 曾振農
曾振農（1951年2月25日—2008年11月23日），臺灣企業家及政治人物，出生於嘉義縣，台灣涼椅工業股份有限公司創辦人、曾任中華民國第二、三、四屆立法委員。

## 生平
曾振農自幼失學，曾做過擦鞋童，大兒曾茂欽，後於叔叔開設的椅子工廠上班，學習椅子生產技術，長孫曾致竤。1978年曾振農創立「台灣涼椅工業股份有限公司」，因經營得宜，一度號稱為「台灣涼椅大王」。
1990年代初期，曾振農開始參與政治，1992年代表中國國民黨在嘉義縣選區當選為第二屆立法委員，又競選連任第三屆立法委員，1998年以不分區當選為第四屆立法委員。
2001年立委選舉前，為代表民主進步黨參選嘉義縣長的候選人陳明文助選。因得知中國國民黨有意以違反黨紀議處，提前於2001年10月17日與其妻張花冠共同召開退黨記者會，其代表國民黨的全國不分區立委席次亦告失效。張花冠遂以無黨籍身份參選該屆立法委員選舉並且當選，後來改代表民主進步黨並連任第六、七屆立法委員，其後當選嘉義縣縣長且成功連任。
1990年代後期，涼椅生意逐漸走下坡，曾振農開始往柬埔寨發展，從事房地產開發、農產與毛巾生產。2002年台灣涼椅公司陷入經營危機，曾振農將公司交給小舅子張一山管理，便全力投入柬埔寨的事業，後因得罪柬國總理，遭柬國政府凍結其資產。
當柬國資產被凍結後，曾振農獲「鎢鋼大王」廖萬隆聘為顧問，轉往中國大陸發展，在福州經營鮑魚養殖。2000年代中後期，與柬國政府關係好轉，資產逐漸解凍，進一步在當地發展，事業更擴及旅館業與麻風樹種植，在福州的鮑魚養殖事業也日漸有成。
2008年11月23日下午，曾振農在柬埔寨搭船往蛇岛考察，途中可能因風浪或心臟病發，失足落海溺水，經急救無效，意外身亡。其兒子曾亮哲事後說明，在此之前不久，曾振農剛完成心臟支架手術。

## 選舉紀錄
| 年度 | 選舉屆數           | 選舉區               | 所屬政黨   | 得票數    | 得票率 | 當選標記 | 備註 |
| ---- | ------------------ | -------------------- | ---------- | --------- | ------ | -------- | ---- |
| 1992 | 第二屆立法委員選舉 | 嘉義縣立法委員選舉區 | 中國國民黨 | 53,905    | 19.37% |          |      |
| 1995 | 第三屆立法委員選舉 | 嘉義縣立法委員選舉區 | 中國國民黨 | 65,841    | 28.18% |          |      |
| 1998 | 第四屆立法委員選舉 | 全國不分區選舉區     | 中國國民黨 | 4,659,679 | 46.4%  | 退黨     |      |